# كالفين دانيلز
كالفين دانيلز (بالإنجليزية: Calvin Daniels)‏ هو لاعب كرة قدم أمريكية أمريكي، ولد في 26 ديسمبر 1958 في مورهيد سيتي في الولايات المتحدة.

## وصلات خارجية
- كالفين دانيلز على موقع مرجع كرة القدم المحترفة.كوم (الإنجليزية)